# 여엄
여엄(麗嚴, 862년~930년)은 신라 말기와 고려 초기의 선승(禪僧)이다. 해동사무외(海東四無畏) 중 1인이다. 경주 김씨이고 충청남도 남포(藍浦, 지금의 충청남도 보령시)출신이다.

## 생애
9세 때 무량수사(無量壽寺)에서 출가하여 주종(住宗)의 제자가 되었으며, 《화엄경》을 공부한 뒤 19세에 구족계(具足戒)를 받았다. 그러나 교종(敎宗)의 가르침에 머물지 않고, 참선(參禪)에 뜻을 두었다. 그래서 선종 구산의 하나인 숭엄산 성주사(聖住寺)에서 주석하던 무염(無染)을 찾아가서 수년 동안 수행하였다. 887년(진성여왕 1)에 무염이 입적하자 남쪽으로 내려가 영각산(靈覺山)에 있는 심광(深光)의 밑에서 수년 동안 수행하다가 당나라로 건너가서 이엄과 함께 운거(雲居)의 지도를 받았다. 수년 동안 정진한 끝에 운거의 법맥을 전해 받고 909년(효공왕 13)에 귀국하였다. 그러나 전란이 심하여 월악산(月嶽山)과 미봉산(彌峯山), 소백산에 은거하였다. 그때 고려의 지기주제군사(知基州諸軍事) 강훤(康萱)이 고려 태조에게 여엄을 천거하여 지평(砥平, 지금의 경기도 양평군) 보리사(菩提寺)의 주지가 되었다. 그 뒤 후학의 지도에 전념하다가 입적하였다. 태조는 대경대사(大鏡大師)라는 시호와 함께 승탑에 현기(玄機)라는 탑호를 내렸다. 탑비는 양평군 용문면 보리사터에 있었는데 현재는 국립중앙박물관에 있다. 제자로 융천(融闡)ㆍ흔정(欣政) 등 500여 명이 있었다.